# بلاك دزرت
بلاك دزرت(بالإنجليزية: Black Desert؛ الصحراء السوداء) هي لعبة عالم مفتوح قادمة من نوع MMORPG من تطوير Pearl Abyss. اللعبة يتم تطوريها منذ 2010, ودخلت
مرحلة البيتا المغلقة الأولى في أكتوبر 2013. اللعبة تستخدم محرك خاص طورته الشركة من أجل تخصيصه لتحمل عملية الـتصيير وإنهائها بسلاسة تامة.
اللعبة ستكون مجانية في كوريا الجنوبية, لكن لم يتم تحديد نظام الدفع في المناطق الأخرى. في البداية سيتم إصدار اللعبة على نظام مايكروسوفت ويندوز, Jaemin Youn مدير العمليات في Pearl Abyss صرح بأنهم تواصلوا مع شركة Sony من أجل إصدار نسخة لجهاز بلاي ستيشن 4.

## وصلات خارجية
- Official Korean website نسخة محفوظة 6 أكتوبر 2014 على موقع واي باك مشين.
- English Fansite
- German Fansite
- French Fansite
- Dutch Fansite
- Dutch Fansite
- Dutch Fansite
- Dutch Fansite
- Black Desert 2nd CBT teaser - Character Customizing System على يوتيوب
- Black Desert First Official Trailer على يوتيوب
- BlackDesert 2nd Trailer على يوتيوب
- Black Desert - Boss Battle Scene على يوتيوب
- Russia Fansite